# Mojacko
Mojacko モジャ公 ('Mojako) là loạt anime 74 tập dựa trên loạt manga gốc trên Oriental Light and Magic. Phim do Tetsuya Endo đạo diễn, phát trên TV Tokyo từ 3 tháng 10 năm 1995 đến 31 tháng 3 năm 1997.

## Nhân vật
- Amano Sorao (天野 空夫? Thiên Dã Không Phu) Lồng tiếng bởi: Orikasa Ai
- Mojara (モジャラ Mojara?) Lồng tiếng bởi: Tanaka Mayumi
- Donmo (ドンモ Donmo?) Lồng tiếng bởi: Nakamura Daiki
- Mom Mon

## Anime

### Bài hát mở đầu
| Tiêu đề         | Trình bày   | Tập   |
| --------------- | ----------- | ----- |
| "CHU-CHU-CHU"   | CRIPTON     | 1-34  |
| "Dream Express" | Natori Saki | 35-50 |
| "Shine"         | Dear        | 51-74 |

### Bài hát kết thúc
| Tiêu đề                    | Trình bày        | Tập   |
| -------------------------- | ---------------- | ----- |
| "Koibito ga Uchuujin nara" | Iwao Junko       | 1-34  |
| "Jaa ne"                   | Kobayashi Kiyomi | 35-50 |
| "Dou nacchatan darou"      | ZIZI             | 51-69 |
| "Too Late"                 | Saitō Yuki       | 70-74 |

### Bài hát giữa phim
| Tiêu đề    | Trình bày  | Tập  |
| ---------- | ---------- | ---- |
| "Starship" | Iwao Junko | 1-30 |